# كريستين يوشيكاوا
كريستين يوشيكاوا هي عازفة بيانو كندية، ولدت في 23 أكتوبر 1974.